# 峪口镇 (方山县)
峪口镇，是中华人民共和国山西省吕梁市方山县下辖的一个乡镇级行政单位。

## 行政区划
峪口镇下辖以下地区：
横泉村、圪叉咀村、张家塔村、田家坡村、桥沟村、杜家会村、韩家山村、西村、土福则村、兴隆湾村、东湾村、圪针湾村、郝家焉村、宗家山村、常家山村、牛家岭村、阳峁村、上曹家山村、下曹家山村、华果山村、呼家湾村、任家山村、吉家庄村、花家破村、峪口村、安上村、石坂梁村、南村、西山村、前南村、新庄村和周家山村。